# Alfons van Portugal (1509-1540)

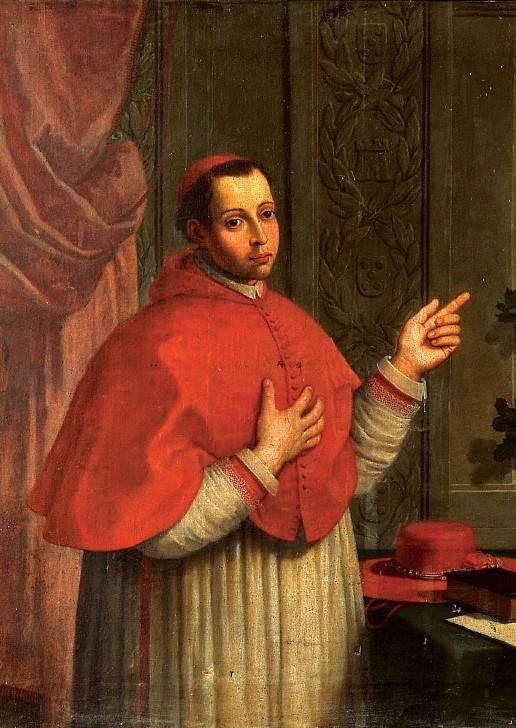
Alfons van Portugal.

Alfons van Portugal (Évora, 23 april 1509 - Lissabon, 21 april 1540) was een Portugese infant en kardinaal. Hij behoorde tot het huis Aviz.

## Levensloop
Alfons was de vierde zoon van koning Emanuel I van Portugal uit diens tweede huwelijk met Maria van Aragón, dochter van koning Ferdinand II van Aragón en koningin Isabella I van Castilië. Hij was voorbestemd voor een kerkelijke loopbaan en studeerde aan het Portugese hof humanisme, Grieks en Latijn.
Hij was amper drie jaar oud toen zijn vader hem tot kardinaal wilde laten benoemen, maar paus Julius II weigerde omdat de canonieke wetten hem verboden om kardinalen jonger dan dertig jaar te benoemen. Wel werd Alfons benoemd tot Apostolisch protonotaris van het koninkrijk Portugal.
Op 9 september 1516 werd de toen zevenjarige Alfons benoemd tot bisschop van Guarda. Daar was evenwel pauselijke dispensatie voor nodig, aangezien hij nog te jong was om bisschop te mogen worden. Alfons voerde geen enkel pastoraal werk uit en ontving enkel het inkomen uit dit bisdom.
Ondertussen had zijn vader in 1514 aan de nieuwe paus Leo X opnieuw gevraagd om hem tot  kardinaal te creëren. Deze keer ging de paus wel in op het verzoek van de Portugese koning en op 1 juli 1517 kreeg Alfons officieel de titel van kardinaal. Ondertussen had zijn vader hem ook benoemd tot abt van de Abdij van Alcobaça en tot commendatair abt van het klooster San Cruz in Coimbra en het klooster San Juan in Tarouca.
Op 23 februari 1519 verruilde hij het bisdom Guarda voor het bisdom Viseu. Aangezien Alfons nog steeds minderjarig was, was opnieuw pauselijke dispensatie nodig. Op 20 februari 1523 werd de veertienjarige prins op aansporing van zijn oudere broer Johan III door paus Adrianus VI gepromoveerd tot aartsbisschop van Lissabon. Tegelijkertijd werd hem de regering over het bisdom Évora toegewezen. Voor deze twee benoemingen moest nogmaals dispensatie verleend worden.
Zolang Alfons minderjarig was, werd het aartsbisdom Lissabon beheerd door zijn vicaris Fernão Gonçalves. Als bisschop resideerde hij voornamelijk in Évora. Alfons stierf in april 1540 en werd bijgezet in de Kathedraal van Lissabon, om later overgebracht te worden naar het Mosteiro dos Jerónimos.

## Voorouders
| Voorouders van Alfons van Portugal (1509-1540) | Voorouders van Alfons van Portugal (1509-1540)                     | Voorouders van Alfons van Portugal (1509-1540)                     | Voorouders van Alfons van Portugal (1509-1540)                     | Voorouders van Alfons van Portugal (1509-1540)                     | Voorouders van Alfons van Portugal (1509-1540)                            | Voorouders van Alfons van Portugal (1509-1540)                            | Voorouders van Alfons van Portugal (1509-1540)                            | Voorouders van Alfons van Portugal (1509-1540)                            |
| ---------------------------------------------- | ------------------------------------------------------------------ | ------------------------------------------------------------------ | ------------------------------------------------------------------ | ------------------------------------------------------------------ | ------------------------------------------------------------------------- | ------------------------------------------------------------------------- | ------------------------------------------------------------------------- | ------------------------------------------------------------------------- |
| Overgrootouders                                | Eduard van Portugal (1391–1438) ∞ Eleonora van Aragón (1402-1445)  | Eduard van Portugal (1391–1438) ∞ Eleonora van Aragón (1402-1445)  | Johan van Portugal (1400–1442) ∞ Isabella van Bragança (-)         | Johan van Portugal (1400–1442) ∞ Isabella van Bragança (-)         | Johan II van Aragón (1397-1479) ∞ 1496 Johanna Enríquez (1425-1468)       | Johan II van Aragón (1397-1479) ∞ 1496 Johanna Enríquez (1425-1468)       | Johan II van Castilië (1405-1454) ∞ Isabella van Portugal (1428-1496)     | Johan II van Castilië (1405-1454) ∞ Isabella van Portugal (1428-1496)     |
| Grootouders                                    | Ferdinand van Viseu (1433–1470) ∞ Beatrix van Portugal (1430–1506) | Ferdinand van Viseu (1433–1470) ∞ Beatrix van Portugal (1430–1506) | Ferdinand van Viseu (1433–1470) ∞ Beatrix van Portugal (1430–1506) | Ferdinand van Viseu (1433–1470) ∞ Beatrix van Portugal (1430–1506) | Ferdinand II van Aragon (1452–1516) ∞ Isabella I van Castilië (1451–1504) | Ferdinand II van Aragon (1452–1516) ∞ Isabella I van Castilië (1451–1504) | Ferdinand II van Aragon (1452–1516) ∞ Isabella I van Castilië (1451–1504) | Ferdinand II van Aragon (1452–1516) ∞ Isabella I van Castilië (1451–1504) |
| Ouders                                         | Emanuel I van Portugal (1469–1521) ∞ Maria van Aragón (1482–1517)  | Emanuel I van Portugal (1469–1521) ∞ Maria van Aragón (1482–1517)  | Emanuel I van Portugal (1469–1521) ∞ Maria van Aragón (1482–1517)  | Emanuel I van Portugal (1469–1521) ∞ Maria van Aragón (1482–1517)  | Emanuel I van Portugal (1469–1521) ∞ Maria van Aragón (1482–1517)         | Emanuel I van Portugal (1469–1521) ∞ Maria van Aragón (1482–1517)         | Emanuel I van Portugal (1469–1521) ∞ Maria van Aragón (1482–1517)         | Emanuel I van Portugal (1469–1521) ∞ Maria van Aragón (1482–1517)         |

- Système universitaire de documentation: 153065664
- Virtual International Authority File: 210348313